# Polster (Präbichl)
Der Polster ist ein 1910 m ü. A. hoher Gipfel am Südwestrand des Hochschwab-Massivs in der Steiermark. Er erhebt sich nördlich oberhalb des Präbichl.
Im Jahr 1948 wurde der erste Sessellift auf den Polster gebaut, 1984/1985 die heutige Anlage errichtet, ein Einer-Sessellift mit 1224 m Länge. Er wurde im April 2016 vorübergehend eingestellt. Im Jänner 2023 nahm der Sessellift, welcher mit Hilfe einer Spendenaktion wieder revitalisiert wurde, nach umfangreichen Erneuerungen wieder den Betrieb auf. Seine Talstation liegt in 1237 m ü. A. nahe der Präbichl-Passhöhe, die Bergstation auf 1797 m ü. A. An der Bergstation des Sesselliftes liegt auch das Polsterschutzhaus, welches ganzjährig bewirtschaftet wird und einen Ausblick über die umliegende Bergwelt bis hin zum Dachstein bietet.
Der Gipfel des Polsters ist von der Präbichl-Passhöhe 1226 m ü. A. in etwa zwei Stunden Gehzeit zu erreichen. Zahlreiche markierte Wege unterschiedlicher Schwierigkeit führen zu anderen Bergen der südlichen Hochschwab-Gruppe, so auf die Griesmauer mit der TAC-Spitze, zur Leobner Mauer, auf den Trenchtling mit dem Hochturm sowie zur Frauenmauerhöhle.
In der Ostflanke des Polsters steht in 1582 m ü. A. die Leobner Hütte. Ursprünglich als Knappenhütte gebaut, wurde sie in den 1920er Jahren von der Sektion Leoben des Österreichischen Alpenvereines als alpiner Stützpunkt ausgebaut. Wegen baulicher Mängel war die Leobner Hütte einige Jahre lang geschlossen. Seit 2014 steht sie an Wochenenden und in der Ferienzeit durchgehend Wanderern wieder für eine Einkehr offen. Die Sektion Leoben des Österreichischen Alpenvereins bemüht sich, die Leobnerhütte als Ausflugsziel und als alpine Übernachtungsmöglichkeit zu erhalten.

## Name
Der Name des Berges ist bereits 1454 belegt. Polster ist aber auch der Hofname eines südlich vor dem Berg gelegenen Bauernhofes. Es ist unklar, ob der Berg seinen Namen nach diesem Besitz bekommen hat oder umgekehrt.